# Noor Taher
Noor Taher (en árabe: نور طاهر‎, Nuur Taahir; nacida el 2 de noviembre de 1999) es una actriz jordana y palestina conocida por su papel como Layan Murad en la miniserie de Netflix Escuela para señoritas de Al Rawabi.

## Biografía
Noor Taher es una actriz y modelo de ascendencia palestina y jordana. Tiene formación clásica en ballet y ha estado actuando desde la edad de cuatro años. Mencionó en una entrevista que desde pequeña le ha encantado actuar: "He tenido pasión por la actuación desde que tengo memoria". En la escuela, su maestra de artes escénicas también trabajó como directora de casting y llevó a Noor a la industria del cine.

## Trayectoria
Su primera actuación en el cine fue de niña, cuando fue elegida para interpretar un pequeño papel en La verdad de Soraya M., en 2008. Con el paso de los años, se centró en su educación antes de asumir otro papel como actriz en la película Infidel, de 2019. Su papel más notable fue en la miniserie de Netflix de 2021, Escuela para señoritas de Al Rawabi, la cual se estrenó en 32 idiomas en 190 países. Ella contó que hizo audiciones para Escuela para señoritas de Al Rawabi durante tres meses hasta que la llamaron, obteniendo el papel de Layan en la miniserie.

## Filmografía
- La verdad de Soraya M. (2008). Salió en los créditos como "Noor Al-Taher".
- The Shooting of Thomas Hurndall (2008). Salió en los créditos como "Noor Al-Taher".
- Infidel (2019).
- Escuela para señoritas de Al Rawabi (2021-2024).